# Mount Innes-Taylor
Mount Innes-Taylor ist ein 2730 m hoher Berg in der antarktischen Ross Dependency. Im Königin-Maud-Gebirge ragt er 1,5 km nördlich des Mount Saltonstall an der Südflanke des Poulter-Gletschers auf.
Eine Mannschaft um den Geologen Quin Blackburn (1900–1981) entdeckte ihn im Dezember 1934 bei der zweiten Antarktisexpedition (1933–1935) des US-amerikanischen Polarforschers Richard Evelyn Byrd. Byrd benannte ihn nach Alan Innes-Taylor (1900–1983), Leiter für den Betrieb der bei dieser Forschungsreise angelegten Wegstrecken.